# خدانگهدار انگلستان (پوشیده در برف)
«خدانگهدار انگلستان (پوشیده از برف)» (به انگلیسی: Goodbye England (Covered in Snow)) تک‌آهنگی از هنرمند اهل بریتانیا لارا مارلینگ است. این ترانه در ۱۱ دسامبر ۲۰۰۹ پخش شد و دومین تک‌آهنگ از دومین آلبوم این خواننده، من می‌گویم زیرا من می‌توانم بود. این ترانه در جدول تک‌آهنگ‌های بریتانیا تا رتبه ۱۳۳ بالا آمد.

## ترانه‌ها
| دانلود دیجیتالی | دانلود دیجیتالی                       | دانلود دیجیتالی |
| شماره           | نام                                   | مدت             |
| --------------- | ------------------------------------- | --------------- |
| ۱.              | «خدانگهدار انگلستان (پوشیده از برف))» | ۳:۴۶            |

## قرارگیری در جدول‌ها
| جدول (۲۰۰۹)                           | بالاترین قرارگیری |
| ------------------------------------- | ----------------- |
| تک‌آهنگ‌های بریتانیا (شرکت رسمی جدول‌ها) | ۱۳۳               |

## تاریخچهٔ پخش
| کشور     | تاریخ انتشار   | قالب            |
| -------- | -------------- | --------------- |
| بریتانیا | ۱۱ دسامبر 2009 | دانلود دیجیتالی |